# Andrés Molina
Andrés Molina Casañola (ur. 10 listopada 1944 w prowincji Las Villas, zm. 12 listopada 2003 w Santa Clara) – kubański bokser, mistrz igrzysk panamerykańskich, dwukrotny olimpijczyk.
Zwyciężył w wadze półśredniej (do 67 kg) na igrzyskach Ameryki Środkowej i Karaibów w 1966 w San Juan, wygrywając w finale przez techniczny nokaut w 1. rundzie z Kolumbijczykiem Linferem Contrérasem.
Zdobył złoty medal w tej samej kategorii na igrzyskach panamerykańskich w 1967 w Winnipeg po zwycięstwie  w finale nad Argentyńczykiem Mario Guillotim.
Odpadł po porażce w pierwszej walce w wadze półśredniej na igrzyskach olimpijskich w 1968 w Meksyku (pokonał go późniejszy mistrz olimpijski Manfred Wolke z Niemieckiej Republiki Demokratycznej). Na kolejnych igrzyskach olimpijskich w 1972 w Monachium Molina startował w wadze lekkopółśredniej (do 63,5 kg). Po wygraniu dwóch walk (w tym z Anatolijem Kamniewem ze Związku Radzieckiego) przegrał w ćwierćfinale z późniejszym złotym medalistą Rayem Sealesem ze Stanów Zjednoczonych.
Był mistrzem Kuby w wadze półśredniej w 1966 i 1971 oraz w wadze lekkopółśredniej w 1974, wicemistrzem w wadze lekkopółśredniej w 1964 oraz brązowym medalistą w wadze półśredniej w 1972.